# 영지로
영지로(Yeongji-ro)는 대한민국의 경상북도 경주시 외동읍 중심부를 연결하는 도로이다.

## 노선 경로
- 삼거리 명칭 미상 - 내외로 (지방도 제904호선)
- 철도 건널목 - 동해선 통과
- 삼거리 명칭 미상 - 산업로 (국도 제7호선)

## 같이 보기
- 영지